# Румянцев, Николай Николаевич (регбист)
Николай Николаевич Румянцев (родился 17 октября 1946 года) — советский регбист, мастер спорта СССР (январь 1972), судья республиканской категории (1971). Один из игроков сборной СССР первого созыва (1974 года).

## Биография
Начал заниматься регби в спортивном обществе «Труд» в 1963 году. За свою карьеру выступал за ленинградский «Буревестник» (1965—1974), киевский КИИГА (1975—1976) и ленинградский «Приморец» (1977—1980). Дебютировал за «Буревестник» в 1968 году на чемпионате СССР в Воронеже (4-е место). Во время выступлений в чемпионате СССР становился в составе «Буревестника» бронзовым призёром в 1971 и серебряным в 1973 годах, за КИИГА — серебряный призёр в 1975 и бронзовый призёр в 1976 году. Обладатель Кубка Прибалтики 1967 года, входил в число 30 лучших регбистов Ленинграда 1970, 1971 и 1972 годов, а также и в число 30 лучших регбистов СССР 1970, 1971 (за два попадания удостоен звания мастера спорта СССР) и 1973 годов. Также 11 раз выигрывал чемпионат Ленинграда с «Буревестником».
В 1973 году Румянцев также стал лучшим бомбардиром чемпионата СССР, набрав 77 очков по итогам сезона за «Буревестник»; в 1974 году этот результат также составил 77 очков, но он занял уже 2-е место в гонке бомбардиров, уступив Владимиру Боброву из КИИГА (97 очков). Играя за КИИГА, в 1975 году в первенстве он набрал 70 очков и занял 3-е место, уступив одноклубнику Владимиру Боброву (83 очка) и Евгению Кожину из «Славы» (87 очков). В 1977 году в активе Румянцева, игравшего за «Приморец», уже было 16 очков в чемпионате СССР (три попытки и две реализации), а сам он был не только капитаном команды, но и играющим тренером. В 1978 году в его активе было уже 40 очков (4 попытки и 3 дроп-гола).
В составе сборной СССР выступил в 1974 и 1975 годах на турнире «Социалистическая индустрия»: в 1974 году Румянцев в игре против румынского «Гривица Рошие» забил два штрафных (победа 31:10), а также занёс попытку и пробил штрафной в игре против сборной Москвы, итого набрав 48 очков и одержав со сборной СССР итоговую победу на турнире. На турнире 1975 года забил два штрафных в игре против молодёжной сборной СССР, выигравшей тот турнир. Всего сыграл три официальных матча за сборную СССР.
Румянцев окончил Ленинградский механический институт в 1975 году и аспирантуру Киев-ЗНИИЭПа. Работал на заводе «Пирометр» инженером, главным контролёром ОТК и главным инженером завода. Награждён знаком «Л». Работал старшим тренером «Приморца» в 1977—1978 и 1989 годах, а также тренером ЛОС ДСО «Буревестник» в 1980—1982 годах. В 1978 году довёл команду «Приморец» до финала Кубка СССР, где ленинградцы проиграли московским «Филям». В конце 1980-х годов организовал общество ветеранов ленинградского регби «Золотые старики», а также участвовал в организации первых чемпионатов по регби-13 (регбилиг) в Ленинграде. Судил матчи по регби-15 и регби-13: для обслуживания матчей по регби-13 специально ездил в Англию, а также занимался переводом правил игры регби-13 на русский язык.